# Nicolaas Zannekin

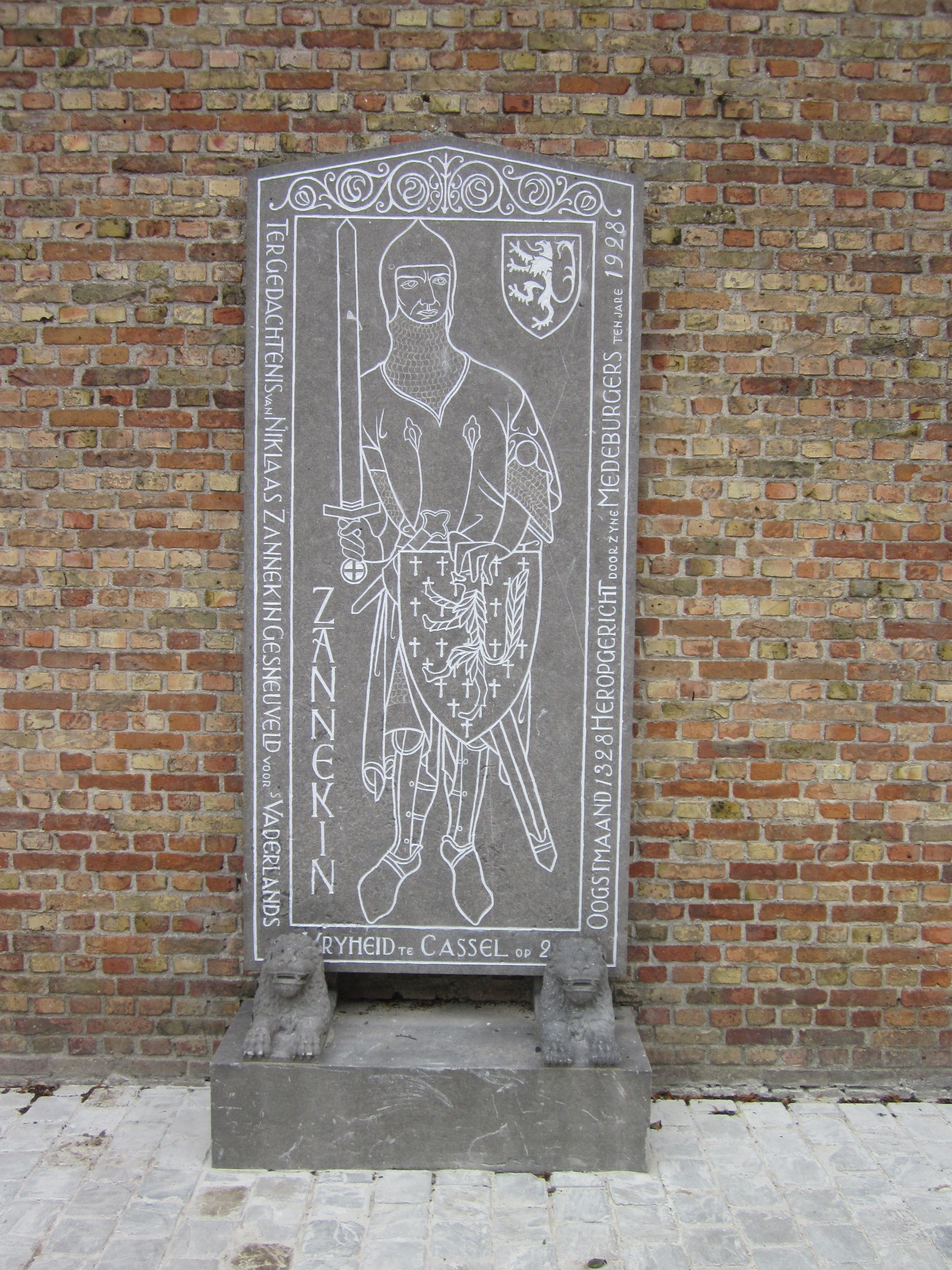
Gedenkstein für Nicolaas Zannekin in an der Kirche von Lampernisse.

Nicolaas Zannekin (auch Nicolas Zanekin, Colin Sannequin und Claes Zannequin, * Ende des 13. Jahrhunderts in Lampernisse (Ortsteil von Diksmuide); † 23. August 1328 in Cassel). Als flämischer Händler und Abenteurer war er der Anführer des Karlsaufstands (1325–1328) gegen den Grafen von Flandern, Ludwig von Nevers, und dessen Lehnsherrn Philipp VI., den König von Frankreich, den Ludwig um Hilfe gebeten hatte. 

## Leben
Zannekin war in Brügge als Bürger eingetragen und machte sich durch sein Rednertalent, das er zur Verteidigung der städtischen Freiheiten einsetzte, beliebt. Zusammen mit Zeger Janszoone aus Bredene führte er eine Bande an, die es auf den Besitz der Patrizier abgesehen hatte, und eroberte Veurne, wo er als Befreier begrüßt wurde, und Dünkirchen (1325). Von da an führte er eine Revolte an und benahm sich in den Gebieten, die sich gegen Graf Ludwig von Nevers erhoben hatten, wie ein Herr. Kortrijk schloss sich Brügge in der Revolte an und der Graf, der die Bevölkerung durch das Anzünden der Stadt hatte erschrecken wollen, wurde gefangen genommen und in Brügge eingesperrt (1325–1326). Die Aufständischen eroberten daraufhin Ypern und wurden von den aus ihrer Stadt vertriebenen Webern aus Gent unterstützt. Die Eroberung von Oudenaarde und Gent scheiterte jedoch.
Nun intervenierte König Karl der Schöne zu Gunsten des Grafen, woraufhin dieser am 18. Februar 1326 freigelassen wurde. Der Frieden von Arques (19. April 1326) sollte den Unruhen ein Ende setzen, die jedoch bald wieder aufflammten, und zwar schlimmer denn je. Zannekin erhielt nun Unterstützung von Jacob Peyt und von Willem de Deken, dem Bürgermeister von Brügge, der sich vergebens an König Eduard III. von England um Hilfe wandte.
In Assenede wurde Zannekin erstmals geschlagen; er konnte jedoch fliehen und führte die Unruhen weiter, bis er ihm gelang, gegen das königliche Heer, der sich auf den Ruf des Grafen hin versammelt hatte, Truppen aufzustellen, die jedoch in der Schlacht von Kassel am 23. August 1328, in der er selbst ums Leben kam, geschlagen wurden.
Der flämische Widerstand wurde gebrochen und die Franzosen nahmen Rache. Hunderte von Aufständischen wurden hingerichtet und viele andere für immer aus Flandern verbannt. Willem de Deken wurde nach Paris gebracht und am 24. Dezember 1328 hingerichtet: Man schlug ihm die Hände ab und schleppte ihn auf einer Matte durch die Straßen von Paris zum Galgen, wo er gehängt wurde. Zeger Janszoone wurde erst im Februar 1329 gefasst und hingerichtet, als er versuchte, in Ostende und Umgebung einen neuen Aufstand zu starten.
Das Eigentum aller flämischen Aufständischen wurde eingezogen. Flandern hatte mehr als 3200 Tote zu beklagen.